# Muff Winwood
Muff Winwood, właśc. Mervyn Winwood (ur. 15 czerwca 1943 w Birmingham) – angielski kompozytor i producent muzyczny, brat Steve'a Winwooda, były członek The Spencer Davis Group, gdzie grał na gitarze basowej.